# Taxithelium nigerianum
Taxithelium nigerianum är en bladmossart som beskrevs av Brotherus och Jean Édouard Gabriel Narcisse Paris 1911. Taxithelium nigerianum ingår i släktet Taxithelium och familjen Sematophyllaceae. Inga underarter finns listade i Catalogue of Life.